# 鎌倉の戦い
鎌倉の戦い（かまくらのたたかい）は、鎌倉時代後期の元弘3年5月18日-5月22日（ユリウス暦1333年6月30日-7月4日）に、相模国鎌倉（現在の鎌倉市）において、北条高時率いる鎌倉幕府勢と新田義貞率いる反幕府勢（新田勢）との間で行われた合戦。
なお、この元弘の乱の鎌倉における戦いの名称は、いわゆる歴史用語としては一定ではない。後世の史料上には「元弘三年の動乱」のように見える場合もある。通称では「新田義貞の鎌倉攻め」「鎌倉攻め」「鎌倉防衛戦」などと呼ばれている。本項では5月18日より北条高時自害の5月22日までの鎌倉における戦いを「鎌倉の戦い」という便宜上の名称で記述する。

## 背景
元弘3年5月8日（1333年6月20日）、新田義貞は上野国生品明神で鎌倉幕府打倒の兵を挙げた。鎌倉幕府は迎撃の兵を向けたものの、小手指原の戦い、久米川の戦い、そして分倍河原の戦いで、新田勢に敗北した。鎌倉幕府は守勢に転じ、鎌倉の守備を固めた。分倍河原の戦いの後、関東各地からの援軍も加えて２０万の大軍に膨れ上がった新田勢は、怒涛の勢いで一気に鎌倉へ進撃した。

## 経過
5月18日、新田勢は軍勢を三つに分け、巨福呂坂、極楽寺坂、そして化粧坂の三方から攻撃を開始した。左翼・巨福呂坂方面には堀口貞満、大島守之らを差し向け、右翼・極楽寺坂方面には大舘宗氏、江田行義らを差し向け、そして中央・化粧坂方面には新田義貞と弟脇屋義助が主力を率いて攻撃した。新田勢は兵力が優勢であったものの、丘陵に囲まれた鎌倉の守りは固く、混戦が続いた。
『太平記』によると、新田軍は義貞が率いる軍が50万7000余騎、堀口貞満が率いる軍勢が10万余騎、総勢60万7000余騎の大軍勢であったとするが、これは明らかな誇張である。

### 小袋坂(巨福呂坂)

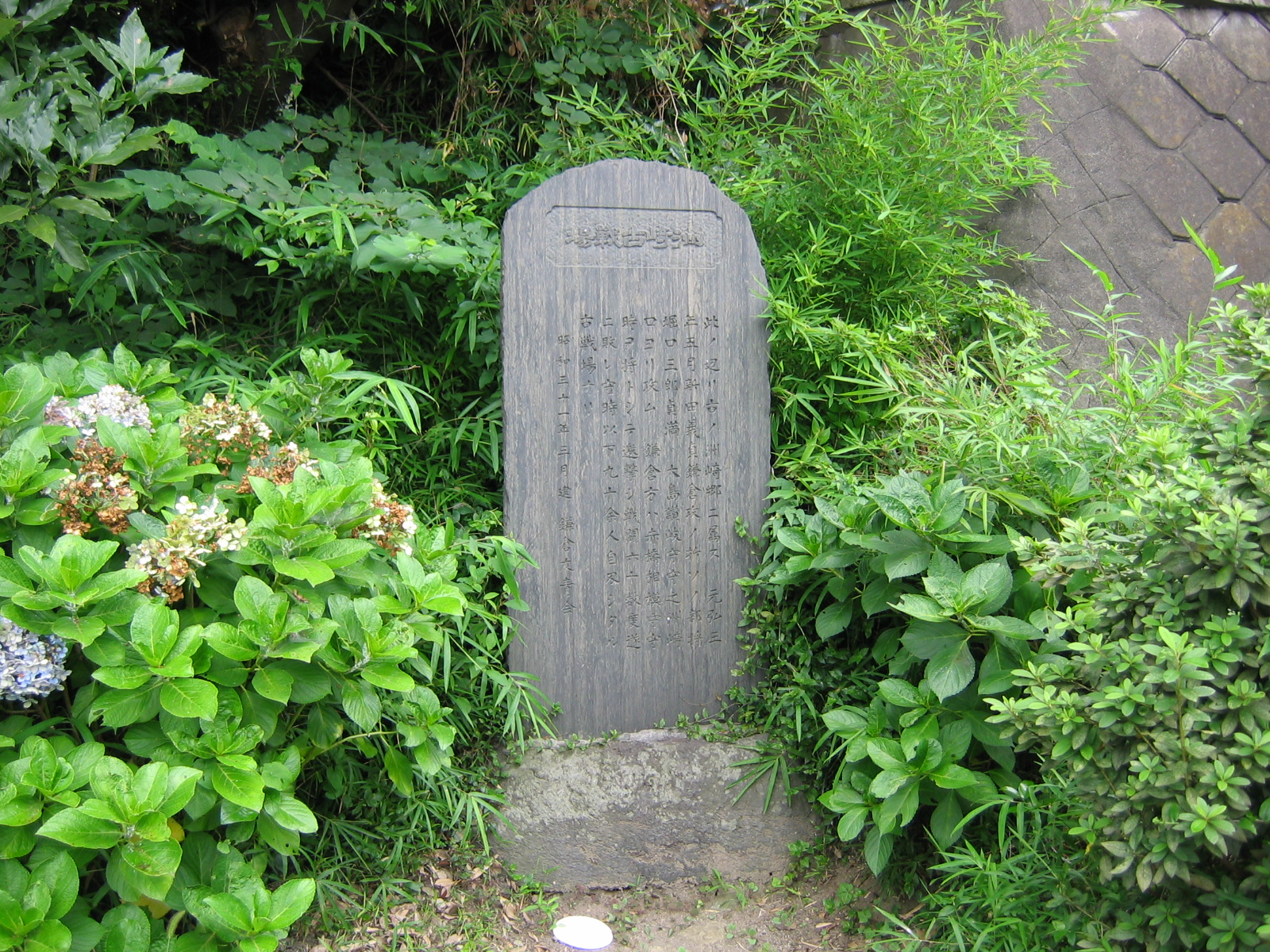
洲崎古戦場碑

巨福呂坂は、北条一門で執権の赤橋守時率いる３万の幕府勢が守りを固めた。赤橋守時は妹登子が足利尊氏の妻であったことから、北条高時に疑われるのを恥じて、死を覚悟してこの戦いに臨んだと『太平記』は伝える。新田方の武将は堀口貞満、大島守之で、5月18日朝、守時は巨福呂坂から出撃、『太平記』によれば一日に65回もの突撃を繰り返し、新田勢と激戦を繰り広げ、化粧坂攻撃の義貞軍の背後の洲崎（現在の神奈川県鎌倉市深沢地域周辺）まで迫った(洲崎合戦)。しかし逃亡する兵士が続出したことに加えて、激戦が繰り返されたため守時の軍勢は洲崎に到達した時点で兵力の大多数を失っており、守時や侍大将南条高直ら九十余名が洲崎で自刃した。新田勢は攻撃を続け山ノ内（鎌倉市山ノ内付近）まで攻め込むが、幕府勢の守りは固く、巨福呂坂の突破はできなかった。

### 極楽寺坂
極楽寺坂（極楽寺切通し）では幕府方の大仏貞直が陣を張り守備していた。しかし、幕府軍の守りは固く、坂の突破は難航したため、18日の未明に大舘宗氏率いる新田勢の一部が稲村ヶ崎の波打ち際を通って鎌倉へ突入した。しかし長崎氏ら幕府勢の包囲攻撃にあい、稲瀬川付近で大舘宗氏ら十一人が戦死、生き残った兵は退却し、宗氏子息の氏明が指揮を執り、南方の霊山に立てこもったとされている。『太平記』では宗氏の戦死は、大仏貞直の近習の本間山城左衛門の突撃のためとされている。他の複数史料が宗氏の稲村ヶ崎突破を書いており、また、稲村ガ崎の十一人塚に伝わる宗氏戦死に関する伝承などからも、『太平記』の記述には検討の余地があるとする説がある。

### 化粧坂
新田義貞、脇屋義助の主力が率いる化粧（けわい）坂の攻防戦は幕府の金沢貞将の守りが固く、義貞軍はこの方面で難渋した。20日の攻撃時も化粧坂は破られることがなかったため、義貞はこの方面での戦いを実弟の脇屋義助に任せ、自身は翌21日に侍大将大舘宗氏が戦死した極楽寺へと転戦した。

### 稲村ヶ崎の攻防戦

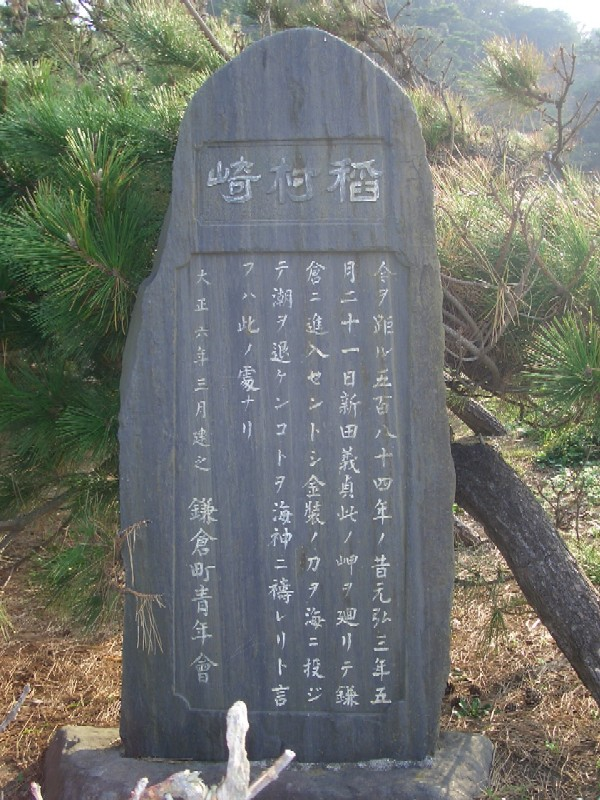
稲村ヶ崎の案内石碑。大正6年（1917年）建立

大舘宗氏戦死の報を受けた新田義貞は、１０万の援軍を率いて極楽寺坂に向かった。5月21日夜、義貞は引き潮に乗じ鎌倉西方の稲村ヶ崎を突破し、鎌倉市内に攻め入った。古典『太平記』には、義貞が潮が引くのを念じて海に剣を投じると、その後潮が引いたので岬の南から鎌倉に攻め入った、と記されている。
この義貞の徒渉突破説は史料としては太平記のみが記述しており、『梅松論』他の複数史料には極楽寺坂での突破と見えるものもある。考古遺跡の発掘により徒渉突破説はいまだ検討の余地があるが、『太平記』の記述に基づけば、義貞は防御の固い極楽寺坂での突破を諦め、18日の大舘宗氏と同じく干潮を利用して稲村ヶ崎を突破したということになる。
この稲村ヶ崎での突破が起点となり、三方の口は破られ、新田勢１０万は一気に鎌倉へ突入した。

### 最後の市街戦
鎌倉市内では激戦が続き、稲瀬川より由比ガ浜の家々に新田勢が火を放ったため、鎌倉市内は火災の煙で覆われた。この時大仏貞直、金沢貞将など幕府方有力武将が相次いで討ち死にしている。現在の宝戒寺（鎌倉市小町）にある北条執権亭にも火が迫ったため、北条高時ら北条一門は最期であることを悟り、菩提寺である葛西ヶ谷の東勝寺に集まった。5月22日、北条高時ら北条一門は自害し、滅亡した（東勝寺合戦）。

## 鎌倉の戦いの戦死者

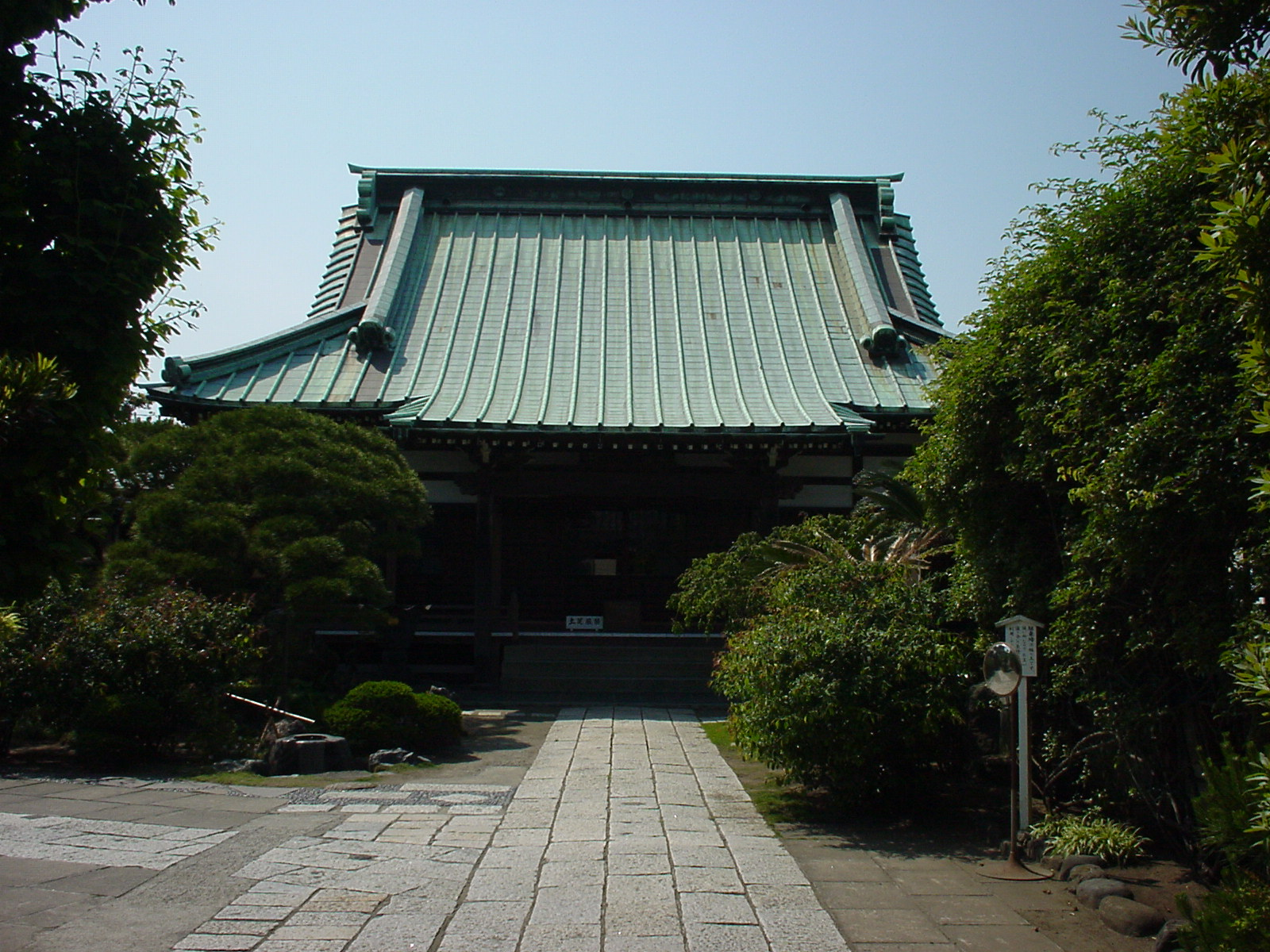
九品寺本堂

1953年、由比ガ浜にある鎌倉簡易裁判所用地で大量の人骨が発見され、1955年まで調査が行われ、900体以上の人骨が発見された。これらの人骨はほとんどが青年壮年の男性のもので、年齢や性別に関係なく戦いのものと思われる刀創・刺創・打撲創が散見された。また一部の骨には動物にかじられた痕跡もあり、また経文らしき漢字が墨書された頭骨もあった。これらによって新田義貞による掃討作戦の後に、死体が放置され、それを野犬化した闘犬により肉を喰い荒らされた、またそれを僧侶が埋葬した、という事実が浮かび上がる。
鎌倉市材木座にある浄土宗九品寺は、鎌倉攻めによる敵味方双方の戦死者を弔うために新田義貞が、鎌倉市小町にある北条執権亭跡にある天台宗宝戒寺は後醍醐天皇が足利尊氏に命じて建てた寺である。
鎌倉地方特有の墳墓やぐらには、この時の戦いの戦死者や北条高時の首塚を伝えるものが多い。

## 影響
新田義貞は、挙兵からわずか15日で鎌倉幕府を滅亡に導いた。六波羅探題に続き、鎌倉幕府の本拠である鎌倉が陥落したことにより、元弘の乱は後醍醐天皇方の勝利として収束に向かう。名目上の幕府の長であった将軍守邦親王も鎌倉の陥落と共に将軍職を辞して出家して鎌倉時代は終結し、建武の新政の始まりを迎える。
戦いの後も新田勢による残党狩りが続くが、北条時行ら一部の北条一族は鎌倉を脱出し、後に中先代の乱を引き起こすこととなる。

## 史料
- 『太平記』
- 『梅松論』
- その他、各家の軍忠状や交名注進状などに合戦の記述がある。